# Leszek Konieczny (biochemik)
Leszek Konieczny (ur. 9 sierpnia 1933 w Płocku) – polski biochemik. Prof. dr hab. Collegium Medicum Uniwersytetu Jagiellońskiego, wieloletni wykładowca Katedry Biochemii Lekarskiej.

## Życiorys
Leszek Konieczny urodził się 9 sierpnia 1933 w Płocku. Stopień doktora medycyny uzyskał w roku 1964 za pracę „Badanie nad niejednorodnością hemoglobiny w tym relacją powinowactwa do tlenu i utleniania żelaza hemu”. W okresie 7.X.1964 - 31.marca 1965 odbył staż zagraniczny w Medical Research Council - National Institute for Medical research - London UK - praca nad tworzeniem asocjatów białkowych pośredniczone zespoleniem tych białek.
W roku 1979 uzyskał stopień dra habilitowanego za rozprawę na temat przyczyn i mechanizmu krioglobulinemii. W 1995 roku otrzymał tytuł profesora nadany przez prezydenta Lecha Wałęsę.
Wieloletni członek Komisji Immunochemii Komitetu Immunologii Polskiej Akademii Nauk.

## Dorobek naukowy
Leszek Konieczny jest autorem licznych opracowań naukowych z dziedziny struktury i funkcja białek i immunochemi. 

### Wybrane prace
- Leszek Konieczny; Irena Roterman-Konieczna; Paweł Spólnik (2013). Systems Biology: Functional Strategies of Living Organisms. Springer Science & Business Media. ISBN 978-3-319-01336-7.
- Irena Roterman-Konieczna; Leszek Konieczny (2017). Self-Assembled Molecules – New Kind of Protein Ligands: Supramolecular Ligands. Springer. ISBN 978-3-319-65639-7.

## Życie prywatne
Syn Bronisława Koniecznego i Marii z Gębików.
Żonaty z Irena Roterman-Konieczna. Miał czworo rodzeństwa, siostry: Janinę, zmarłą w dzieciństwie, Jadwigę, iberystkę i Annę, orientalistkę, oraz Zygmunta, kompozytora.

## Źródła
1. 1 2  Prof. dr hab. Leszek Konieczny, [w:] baza „Ludzie nauki” portalu Nauka Polska (OPI PIB) [dostęp 2020-12-18].
2. ↑  Bronisław Konieczny (oprac. Adam Rosiński, Ryszard Rybka): Moje życie w mundurze: czasy narodzin i upadku II Rzeczypospolitej. Księgarnia Akademicka, 2005. ISBN 83-7188-693-4
3. 1 2  Maria Filipowicz-Rudek: Kalendarium życia. O nieustającym dialogu między Don Kichotem a Sancho Panzą. filg.uj.edu.pl, 2009. s. 14. [dostęp 2018-05-05]. (pol.).